# Moment torsor
El moment torsor és la component paral·lela a l'eix longitudinal del moment de força resultant d'una distribució de tensions sobre una secció transversal del prisma mecànic.
El moment torsor pot aparèixer quan se sotmeten aquests elements a l'acció d'un moment de força o torque paral·lel a l'eix del prisma o quan un altre prisma mecànic perpendicular que està flexionat interseca al prisma mecànic original. La relació entre el moment torçor i el camp de tensions sobre la secció transversal {\displaystyle \scriptstyle \Sigma } d'un prisma mecànic ve donada per:

{\displaystyle \mathbf {M} _{T}=\int _{\Sigma }\mathbf {r} \times \mathbf {r} \ dydz}

Es pot obtenir una fórmula més directa de càlcul introduint la tensió tangencial {\displaystyle \scriptstyle {\boldsymbol {\tau }}=\mathbf {n} \times (\mathbf {t} \times \mathbf {n} )=(0,\tau _{xy},\tau _{xz})} i el moment torçor resulta ser aleshores:

{\displaystyle \mathbf {M} _{T}=\int _{\Sigma }\mathbf {r} \times {\boldsymbol {\tau }}\ dydz,\qquad M_{T}=\|\mathbf {M} _{T}\|=\int _{\Sigma }(\tau _{y}z-\tau _{z}y)\ dydz}